# 먀오리시

먀오리 시의 위치

먀오리시(한국어: 묘률시, 중국어: 苗栗市, 병음: Miáolì Shì)는 중화민국 먀오리현의 현할시이다. 넓이는 37.8878km2이고, 인구는 2015년 8월 기준으로 90,729명이다. 먀오리 현 정부의 소재지이다.

## 지리
먀오리 현의 북서부에 위치하고 북쪽으로 허우룽 계(後龍溪)를 사이에 두고 허우룽 진, 동쪽은 허우룽 계를 사이에 두고 터우우 향, 궁관 향, 남쪽으로 시후 향, 퉁뤄 향과 접한다. 객가인이 많이 거주한다.

## 역사
먀오리 시는 한족이 이주하기 전에는 평포도잡사족(平埔道卡斯族) 묘리사(猫裡社)의 땅이었다. 1737년, 광동성 동부의 객가인이 이곳으로 이주했다. 묘리(猫裡)는 평포족의 언어로 '평원'을 나타내는 말이다. 1764년에 편찬된 《대만부지(台湾府誌)》의 기재에 의하면 당초에는 번사의 명칭으로서 묘리가 이용되고 있었지만 그 후 민장으로서 혼용되게 되었다. 1889년에 현이 설치되었을 때에 소리가 비슷한 묘률(苗栗)로 고쳐졌다.

## 교육
- 국립연합대학

## 교통
- 타이완 철로관리국 타이중 선

## 자매 도시
- 일본 시즈오카현 시미즈정